# 水橋香織
水橋香織（日语：／ Mizuhashi Kaori，1974年8月28日—）是一名日本女性配音員。隸屬於ARTSVISION。出生於北海道札幌市。身高150cm，血型是O型，星座為處女座，有一個弟弟。

## 經歷
- 1974年8月28日出生於北海道札幌市。
- 從小開始就很喜歡朗讀書籍，特別是台詞的部分。在國文課上念課文中的台詞時會唸的特別認真[1]。在中學時得知有聲優這個職業，從此便以成為聲優為志願。
- 1992年8月，在アニメディア・アニメV主辦的以聲優、動畫歌手志願者為主的比賽「DRACON'92」中獲得了準優勝獎。
- 1993年3月，在出身地的高中畢業後便獨自一人前往東京。一邊做著類似於在遊戲中心中的廣播員的工作，一邊經過了俳協ボイスアクターズスタジオ、日本ナレーション演技研究所等養成所的培訓後，加入了事務所ARTSVISION。
- 出道作品為1996年3月25日發售的DramaCD「ワルキューレの伝説 外伝 ローザの冒険」。這時還是ARTSVISION的新人女性聲優組合「フェアリーズ」的其中一人。而在同年PC-FX遊戲「ファイアーウーマン纏組」的公開試鏡中落選。從出道開始有一段時間一直是處於角色時有時無的狀況[2]。
- 在2000年10月的機巧奇傳ヒヲウ戦記中終於獲得了動畫中首次演出的固有角色「マチ」、在次年NHK動畫的カスミン中則獲得了第一次的主角「春野カスミ」，而後開始獲得知名度。

## 人物
- 從進入2000年後開始就沒在看電視。無法確切得知是從何時開始的，據猜測大約是在2000～2005年之間。情報源多來自於電車上。因此對於正在流行的話題、發生的事情都不太清楚。在聽到後藤邑子愚人節時說的｢2008年的奧林匹克好像要停止舉行｣的謊話後，並不是驚訝於｢要中止嗎｣而是驚訝於｢今年已經是奧林匹克了啊｣[3]。
- 基本上被叫什麼稱呼都不會有太大的反感，但只有對於被叫「かおりちゃん」有著極大的厭惡感。不過也是有例外。例如在女友伴身邊的廣播節目中曾被丹下櫻多次的稱呼「かおりちゃん」卻完全沒表現出厭惡的感覺[4]。而其原因則是因為本人是丹下櫻的粉絲。在女友伴身邊的廣播節目中，只要有丹下櫻當來賓就會變的十分沉默（為了能好好享受丹下櫻的聲音）、甚至還會做出發出奇怪的笑聲、要求丹下櫻做兩次自我介紹等奇特的舉動，粉絲們通常稱呼這種狀態的水橋為「デレハス」[5]
- 有收集人偶的興趣，收集的多為女孩子的人偶，就本人所說已經超過100個以上了。
- 很在意自己的身高。多次在女友伴身邊的廣播節目中提起身高的話題時說過「在我想像中的自己是個180公分的帥哥」而被吐槽「那是完全不同的生物吧」，在問到「所以水橋的身高是多少」的時候則迅速的回答了「我不想說」。
- 給水橋取「ミズハス」這個暱稱的始祖是阿澄佳奈[6]。
- 極其容易害羞。在君吻的廣播節目中被廣橋涼說「我最近發現啊，每次一放這個BGM時，水橋就會跟著搖動身體呢」而害羞的發怒大喊「可惡的廣橋！」並提起過，自己有在玩電視遊戲時被父親指出「你是會跟著遊戲搖的類型啊」而和父親吵起來的事情過。
- 家中成員有雙親和一個弟弟，且有養一隻灰白色的貓。不過在江ノ島ベイビィ的廣播節目中被問起貓的名字時則以「可能會被當成捏他叫」為理由而拒絕回答。
- 阿澄佳奈在向陽素描的廣播節目中，被チョー問起「對水橋的印象是什麼」時回答了「ミズハス在我的心中是個萌系角色」
- 十分受日本一ソフトウェア的重用。在魔界戰記系列遊戲中最多演出了6人的固有角色以及其他路人角色，其他相關作品也幾乎都出演了主要角色，甚至在超次元戰記 戰機少女中飾演了日本一ソフトウェア的擬人化角色日本一ちゃん。
- 屬於對演出角色及作品深入考察理解的類型。因其出色的演技及多彩的聲線而被許多人稱為「困ったときの水橋」[7]
- 十分擅長繪畫。因為中學時沒有漫畫研究社類型的社團，為了想畫插畫而參加了美術部[8]，也在君吻的廣播節目中提到，自己曾在上課時偷畫過三國志的漫畫[9]。更在現視研的特裝版第九卷漫畫中挑戰了畫附錄漫畫。
- 在カスミン、向陽素描中有即興作曲的經驗。
- 喜歡特攝。有教過阿澄佳奈太陽戰隊太陽火神的決定姿勢。
- 和父親長的很像。在『君のぞラジオPresents アカネマニアックスアニメ化記念ツアー 次女の奇妙な冒険』中的工作人員曾提到過有「看到父親時還以為是水橋小姐就這麼跑過去直接搭話了」的回憶。[10]
- 有寫過君吻廣播劇的腳本的經驗。[11]

## 主要參與作品
※粗體字表示說明飾演的主要角色。

### 電視動畫
1998年
- 哆啦A夢（公園裡的女孩子）

1999年
- 伊甸少年（ニャコ）
- 魔術師歐菲Revenge（少女）
- 大嘴鳥（拉小提琴的小伙子）

2000年
- 機巧奇傳（瑪吉）
- 六門天外（美麗3世〈初代〉）

2001年
- 妙妙魔法屋（春野霞）
- 地球防衛家族（女孩子、嬰兒 其他）
- 小小雪精靈（胡椒）
- 厄夜怪客（伊特古拉（少女時代））
- 魔法少女貓（ナチョス）

2002年
- 青出於藍（水無月妙子）
- 我們這一家（店員1）
- 犬夜叉（紫織）
- 銀河戰警（メルクルディ）
- 蠟筆小新（小惠的飼主 其他）
- The Big O（タミ）
- G-on少女騎士團（マコ）
- 驚爆危機（黃楊圓）
- 洛克人exe（櫻井美露）

2003年
- 青出於藍 ～緣～（水無月妙子）
- 萬花筒之星（羅賽塔．帕賽爾）
- 廢棄公主（賽菲莉絲）
- 哆啦A夢（少女、小千）
- 魔法咪路咪路（若夢）
- 洛克人exe AXESS（櫻井美露）

2004年
- 微笑的閃士（鐵破少年）
- 雙戀（白鐘沙羅）
- 魔法少女奈葉（尤諾·斯克萊亞）
- 洛克人exe Stream（櫻井美露）

2005年
- ARIA The ANIMATION（小愛、姬·M·葛蘭基斯塔）
- 英國戀物語~艾瑪（薇薇安·瓊斯）
- 不可思議星球的雙胞胎公主（阿爾泰莎）
- 雙戀Alternative（白鐘沙羅）
- 魔法少女奈葉A's（尤諾·斯克萊亞）
- 洛克人exe BEAST（櫻井美露）

2006年
- ARIA The NATURAL（小愛、姬·M·葛蘭基斯塔）
- 傳頌之物（紗雅）
- 金色琴弦〜primo passo〜（利利）
- 我的裘可妹妹（芹川千歲）
- 不可思議星球的雙胞胎公主Gyu!（阿爾泰莎）
- 魔界戰記（拉哈爾）
- 洛克人exe BEAST+（櫻井美露）
- 不平衡抽籤（荻上千佳）

2007年
- 英國戀物語~艾瑪 第二幕（薇薇安·瓊斯）
- 君吻 pure rouge（里仲成美）
- 現視研2（荻上千佳）
- 初音島II（澤井麻耶、DJ）
- 向陽素描（宮子）
- PRISM ARK（妃露）
- 魔法少女奈葉StrikerS（薇薇歐、薩依、尤諾·斯克萊亞）

2008年
- ARIA The ORIGINATION（小愛、姬·M·葛蘭基斯塔）
- 初音島II第二季（澤井麻耶、DJ）
- 出包王女（藤崎綾）
- 向陽素描×365（宮子）
- 我家有個狐仙大人（六瓢、鴫守）

2009年
- 金色琴弦〜secondo passo〜（利利）
- 女王之刃 流浪的戰士（艾莉娜）
- 遊魂 -Kiss on my Deity-（小鳥遊由美奈）
- 11eyes（奈月香央里）
- KIDDY GiRL-AND（イヴェール（Hiver））
- 閃亮雙胞胎（小玲）

2010年
- 祝福之鐘（阿妮艾斯·布蘭潔）
- 真・戀姬†無雙〜少女大亂〜（呂蒙）
- 強襲魔女2（瑪蒂娜·克雷斯玻）
- 傳說的勇者的傳說（テルア）
- 笨蛋，測驗，召喚獸（島田美波）
- 向陽素描×☆☆☆（宮子）
- 向陽素描×☆☆☆ 特別編（宮子）
- 變身！公主偶像（夏目真晝）
- FORTUNE ARTERIAL -紅色約定-（千堂伽耶）
- 出包王女 第二季（藤崎綾）

2011年
- 日常（天使）
- 眾神中的貓神（賀茂雪那）
- 笨蛋，測驗，召喚獸 第二季（島田美波）
- 請認真的和我戀愛！！（不死川心[12]）
- 魔法少女小圓☆魔力（巴麻美、鹿目達也、魔女之夜）
- 47都道府犬（北海道犬[13]）

2012年
- 戀愛與選舉與巧克力（木場美冬）
- 加速世界（Purple Thorn）
- 武裝神姬（愛涅斯）
- 向陽素描×蜂窩（宮子）
- 出包王女DARKNESS（藤崎綾）
- 男子高中生的日常（繪美）

2013年
- 閃亂神樂（柳生）
- 戀曲寫真（實原冰里）
- 人魚又上鉤（E.C.O. 人魚1）
- 物語系列 第二季（忍野扇）
- 魔鬼戀人（奏人〈幼少期〉）
- Walkure Romanze 少女騎士物語（柊木綾子）

2014年
- 大家集合！Falcom 學園（緹歐）
- 咲-Saki- 全國篇（瀧見春）
- 天雷爭霸：復仇者聯盟（蜂女）
- 金色琴弦 Blue♪Sky（水嶋悠人）
- 花物語（忍野扇）
- 灰色的果實（松嶋滿）
- 女友伴身邊（姬島木乃子）
- 憑物語（忍野扇）

2015年
- 大家集合！Falcom 學園SC（緹歐）
- 魔法少女奈葉ViVid（高町薇薇歐、薩依）
- 灰色的迷宮（松嶋滿）
- 灰色的樂園（松嶋滿）
- 出包王女DARKNESS 2nd（藤崎綾）
- 終物語（忍野扇）

2016年
- 蒼之彼方的四重奏（伊莉娜·艾瓦隆）
- 少年女僕（日野美枝）
- ViVid Strike!（高町薇薇歐、薩依）

2017年
- 終物語 (下)（忍野扇）
- 如果有妹妹就好了。（春斗的妹妹）

2018年
- 搖曳露營△（志摩咲）
- 伊藤潤二驚選集（彩子）
- 妖怪旅館營業中（律子）
- 閃亂神樂 SHINOVI MASTER -東京妖魔篇-（柳生[14]）

2019年
- 環戰公主（相澤步[15]）
- 動物朋友2（獵豹）

2020年
- 魔法紀錄 魔法少女小圓外傳（巴麻美）

2021年
- 演劇偶像（日向智子）
- 搖曳露營△ SEASON2（志摩咲）
- 半妖的夜叉姬（紫织）
- 魔法紀錄 魔法少女小圓外傳 2nd SEASON -覺醒前夜-（巴麻美）

2022年
- 某天早晨變成模擬人頭麥克風後我的人生（浅草かおり[16]）

2025年
- 雖然是公會的櫃檯小姐，但因為不想加班所以打算獨自討伐迷宮頭目（聖母）
- 妖怪旅館營業中 貳（律子[17]）

### OVA
- （涼宮茜）
- 星空防衛隊 Advanced（青木霧子）
- （織倉真奈美）
- 厄夜怪客（（少女時代））
- 現視研（荻上千佳）
- ARIA The OVA ～ARIETTA～（小愛）
- 傳頌之物~逝去者的搖籃曲（紗雅）
- Carnival Phantasm（蓮/白蓮）
- 笨蛋，測驗，召喚獸（島田美波）
- 我不受歡迎，怎麼想都是你們的錯！（小宮山琴美）※漫畫第7卷附贈DVD初回限定特裝版
- ViVid Strike! OVA（高町薇薇欧）
- Alice in Deadly School（界原依鳴〈部長〉）

### 動畫電影
2010年
- 魔法少女奈葉 The MOVIE 1st（尤諾·斯克萊亞）

2012年
- 魔法少女奈葉 The MOVIE 2nd A's（尤諾·斯克萊亞）
- 劇場版 魔法少女小圓 ［前篇］起始的物語（巴麻美）
- 劇場版 魔法少女小圓 ［後篇］永遠的物語（巴麻美）

2013年
- 劇場版 魔法少女小圓 ［新篇］叛逆的物語（巴麻美）

2016年
- 加速世界 INFINITE∞BURST（Purple Thorn）

2017年
- 魔法少女奈葉Reflection（尤諾·斯克萊亞）

2018年
- 續終物語（忍野扇）
- 魔法少女奈葉Detonation（尤諾·斯克萊亞）

2020年
- 紫羅蘭永恆花園電影版（尤里斯）

2021年
- 水星領航員 The CREPUSCOLO（愛野愛、姬社長）
- 水星領航員 The BENEDIZIONE（愛野愛）

2026年
- 劇場版 魔法少女小圓 〈魔女之夜的迴天〉（巴麻美）

### 網路動畫
2016年
- 曆物語（忍野扇）

2024年
- 物語系列 第外季&第怪季（忍野扇[18]）
- Fate/Grand Order 搞不懂的藤丸立香 第2期（克莱恩小姐）

### 遊戲
- 英雄傳說 軌跡系列（緹歐·普拉托）
  - PSP英雄傳說 零之軌跡
  - PSP英雄傳說 碧之軌跡
  - PS VITA 英雄傳說 零之軌跡 Evolution
  - PS VITA 英雄傳說 碧之軌跡 Evolution
  - PS4英雄傳說 閃之軌跡III
  - PS4英雄傳說 閃之軌跡IV（英语：The_Legend_of_Heroes:_Trails_of_Cold_Steel_IV）
  - PS4英雄傳說 創之軌跡
- 那由多之軌跡（那由多·赫歇爾）
- 純愛手札4（七河瑠依）
- 青出於藍（水無月妙子）
- We Are*（神明菊菜）
- 問答魔法學院（瑪蓉）
- 金色琴弦（利利）
- 魔法禁书目录 幻想收束（亚雷斯塔·克劳利〈女性版〉）
- 薩爾達傳說 時之笛 (ナビィ）
- DUEL SAVIOR DESTINY（古妮亞）
- （織倉真奈美）
- （織倉真奈美）
- 夢幻奇緣2☆☆☆（瑪琳·史都華特）
- （白鐘沙羅）
- （白鐘沙羅）
- 受讚頌者 給逝者的搖籃曲（サクヤ）
- Muv-Luv（涼宮茜）
- Muv-Luv Alternative（涼宮茜）
- 初音島II Plus Situation（沢井麻耶、沢井勇斗、エルニーニョ絵梨奈）
- PRISM ARK -AWAKE-（フェル）
- 11eyes CrossOver（奈月香央里）
- 桃華月憚 -光風の陵王-（犬飼真琴）
- 祝福的鐘聲 Portable（アニエス・ブーランジュ）
- 少女愛上大姊姊（アニエス・ブーランジュ）
- 認真和我談戀愛！R（不死川心）
- 魔界戰記（ラハール）
- 魔界戰記2（ハナコ、ラハール）
- 魔界戰記3（ラハール、ハナコ、マローネ、バール、プラム、プレネールさん）
- 魔界戰記4（ラハール、プレネールさん、プラム、日本一ちゃん、ペタ、マローネ）
- 魔界戰記5（ラハール / ラハールちゃん、プレネールさん、日本一ちゃん、プラム、ペタ）
- Melty Blood（蓮/白蓮、瀬尾晶）
- 小魔女帕妃系列（
- 君吻（里仲成美、女子A）
- 真·戀姬†無雙（呂蒙（真名：亞紗））
- （公由夏美）
- 超次元戰記 戰機少女（日本一）
- 美夢俱樂部（英语：Dream Club）（小雪）
- 戀愛與選舉與巧克力 PORTABLE（木場美冬）
- 這間教室被不回家社占領了（秋月琴音）
- 灰色的果實 -LE FRUIT DE LA GRISAIA-（松嶋滿）
- 魔女與百騎兵（涅札莉亞）
- 魔法少女奈叶 A's 携带版：命运齿轮（尤诺·斯克莱亚、高町薇薇欧）
- 女友伴身邊（姬島木乃子）
- 間接之戀V（園原碧里）
- 蒼之彼方的四重奏（伊莉娜·艾瓦隆）
- Harmonia（汐奈）
- 聖火降魔錄 英雄雲集（艾莉可、烏爾斯拉）
- 閃耀幻想曲（宮子）
- 遊魂 -Kiss on my Deity-（小鳥遊由美奈）
- 遊魂2 -you're the only one-（小鳥遊由美奈）
- 戰艦少女R（加贺、大黃蜂、紐奧良）
- 明日方舟（炎熔、梅、炎狱炎熔）
- 碧藍航線（埃塞克斯、長春、太原 [19][20][21]）
- Fate/Grand Order: Waltz in the Moonlight/LOSTROOM（鶴小姐）
- 消滅都市2（梅西耶）
- Crash Fever（巴麻美、比干)
- 原神（久岐忍）
- 蔚藍檔案（千鸟ミチル ）

### 廣播劇CD
- ARIA（水無燈里）
- 久遠之絆平安編（賀茂桐子）
- 夢幻奇緣2系列（瑪琳·史都華特）
  - Marine Style
  - Aoi Romance
  - Aqua Balance
- あの娘にキスと白百合を（黒沢ゆりね）
- ヤンデレの女の子に死ぬほど愛されて眠れないCDぎゃーーーっ！（綾小路咲夜）
- ヤンデレ惨～ヤンデレの女の子に死ぬほど愛されて眠れないCD3～（櫻之宮亞梨主）
- 魔法少女奈叶 Sound Stage系列（尤诺·斯克莱亚、高町薇薇欧、萨依）
  - 魔法少女奈叶 Sound Stage 1-4
  - 魔法少女奈叶A's Sound Stage 1-4
  - 魔法少女奈叶StrikerS Sound Stage 1-4
  - StrikerS Sound Stage
  - 魔法少女奈叶The MOVIE 1st 广播剧CD Side-M&N
  - 魔法少女奈叶The MOVIE 2nd 广播剧CD A's Side-T
  - 魔法少女奈叶Reflection 广播剧CD

## 注解
1. ↑  出自「月刊コンプティーク」上連載的『水橋かおりの「はたらく水橋さん」』最終回（2005年2月刊）
2. ↑  在『向陽素描』第2回中、和阿澄佳奈說過自己在這個時期是DaMAX狀態(非常不行的狀態)。
3. ↑  在『向陽素描×365』廣播節目第04回中提到。
4. ↑  『女友伴身邊』廣播節目第57回。
5. ↑  『女友伴身邊』廣播節目第15回、36回、57回、71回等。
6. ↑  首次出現是在『向陽素描』廣播節目「帰ってきたひだまりラジオ」中。
7. ↑  「只要出問題，C4都能搞定」的日文版捏他。意思就是「只要有問題，水橋都能搞定」
8. ↑  出自『向陽素描』動畫DVD第1季第4卷的聲優採訪。
9. ↑  『かおりと涼の キミキス チューニングポップ♪』
10. ↑  出自Ageファンクラブ会報「アゲくのはて vol.17」。
11. ↑  『かおりと涼の キミキス チューニングポップ♪』Vol.4中的附錄廣播劇。
12. ↑  . 請認真的和我戀愛！！動畫官網.   [2011-09-20]. （原始内容存档于2013-08-21） （日语）.
13. ↑  『聲優綜藝節目 SAY!YOU!SAY!ME!』内的原創動畫
14. ↑  . 電視動畫「閃亂神樂 SHINOVI MASTER -東京妖魔篇-」官方網站.   [2018-08-03]. （原始内容存档于2018-10-09） （日语）.
15. ↑  . 電視動畫「環戰公主」官方網站.   [2018-08-09]. 原始内容存档于2020-08-16 （日语）.
16. ↑  . Comic Natalie. 2022-07-29  [2022-07-29]. （原始内容存档于2022-07-29） （日语）.
17. ↑  . Comic Natalie. 2025-06-19  [2025-06-19]. （原始内容存档于2025-06-19） （日语）.
18. ↑  . Comic Natalie. 2024-05-03  [2024-05-03]. （原始内容存档于2024-05-08） （日语）.
19. ↑  . 碧藍航線海事局.   [2022-09-01]. （原始内容存档于2022-10-25）.
20. ↑  . 碧藍航線海事局.   [2022-06-02]. （原始内容存档于2022-10-25）.
21. ↑  . 碧藍航線海事局.   [2022-06-02]. （原始内容存档于2022-10-25）.

## 外部連結
- 經紀公司網站所載簡歷（日語）
- 水橋香織本人營運的個人網頁 （页面存档备份，存于）（日語）